# 熟れた星
『熟れた星』（うれたほし）は、手塚治虫による短編漫画作品。初出は『S-Fマガジン』1971年2月号。
ハルマゲドンをテーマとした作品である。

## あらすじ
アラビアのネフド地方の北にとある老人が息子や孫達と住んでいた。彼は神の声を聞いた。
彼は元々カナダのコークレーンという町に近い森に住んでいた。50年前、彼は頭から足先まで全く同じ色の不思議な女を助けた。彼女が礼の代わりに内緒である秘密を教えた。それは地球の生命は彼女らの撒いた種子であり、生命の進化を待ち「熟れた星」となった地球を刈り取る（生き物を根こそぎ剥がして持っていく）時期が近づいているという事実だった。荒れ果てた土地に引っ越せば刈り取られずに済むと彼女は告げた。男は信じられなかったが、霧の塊に包まれて消える女を見て、それが人間以上の神のような存在の様な気がした男は、物笑いの種にされながらも妻を連れてわずかな苗木を持って、この世で一番荒れ果てたネフド地方の北へ移り住んだ。
翌日、家族揃って早めの夕食の席で老人は、夕べにあの時の女の声で刈り取る日が今日だということを告げられたと言う。家族が動揺する中で、老人は刈り取るのは中止という神の声を聞く。喜ぶ息子や孫たちは世界を見たいと言う。だがこの星はもう腐っているという神の声は告げた。外では核戦争でキノコ雲が立ち上っていた。

## 収録書籍
- マンガ奇想天外No.3 奇想天外社、1980年11月15日）
- 手塚治虫大全2（マガジンハウス、1992年12月17日）
- 大地の顔役バギ（手塚治虫漫画全集321巻、1993年5月17日）
- 手塚治虫が描いた戦後「NIPPON」 上巻 （小学館、2015年7月10日、ISBN 978-4778033064）
- Comic S　―早川書房創立70周年記念コミックアンソロジー〔SF篇〕― （早川書房、2016年1月22日、ISBN 978-4152095923）
- 手塚治虫の森（山と溪谷社、2021年2月18日、ISBN 978-4635049061）